# بوب رووي
بوب رووي (بالإنجليزية: Bob Rowe)‏ هو لاعب كرة قدم أمريكية أمريكي، ولد في 23 مايو 1945 في فلينت في الولايات المتحدة.

## وصلات خارجية
- بوب رووي على موقع مرجع كرة القدم المحترفة.كوم (الإنجليزية)